# 928 v.Chr.
Het jaar 928 v.Chr. is een jaartal volgens de christelijke jaartelling.

## Gebeurtenissen

### Israël
- De bevolking in Juda komt in opstand tegen het bewind van koning Rechabeam, dit vanwege de hoge belastingen en dwangarbeid.[1]